# Модель (професія)

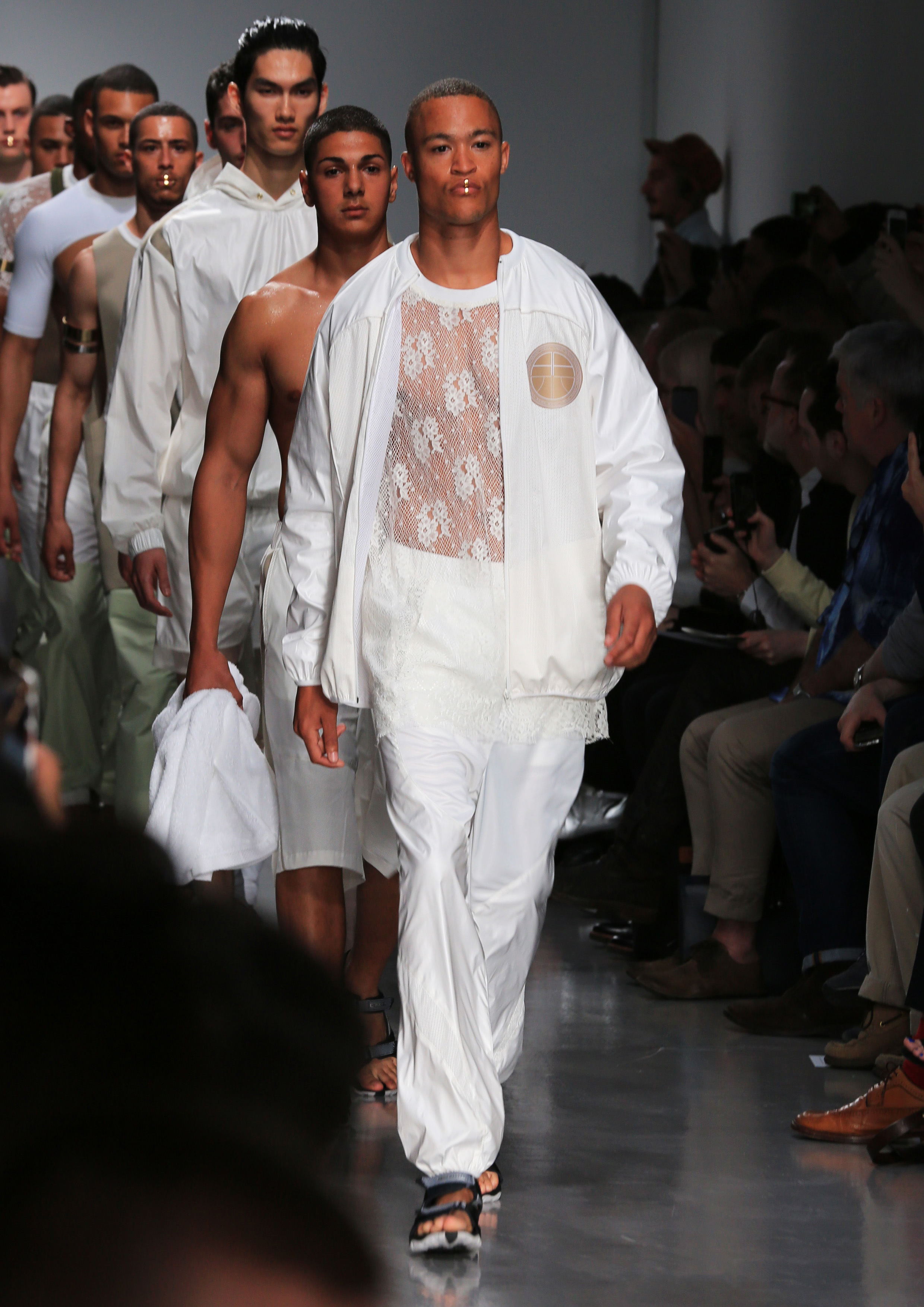
Чоловіки-моделі дефілюють подіумом

Модель (від фр. modèle) — професія або рід діяльності, що має особливості залежно від галузі:
- в індустрії моди (манеке́нниця[1], манеке́нник[2]) — демонструє модель одягу на показах заради представлення її переваг, рекламування й участь у процесах виготовлення речей.
- у рекламі (фотомодель) — позує для ілюстрованих журналів, інших видань, рекламних фільмів, відеокліпів.
- у мистецтві (натурник, натурниця) — позує перед художником або зображення предметів (образів).

Знаменитості, включаючи акторів, співаків, спортсменів та зірок реаліті-телепрограм, часто беруть участь у конкурсах моделей, крім своєї регулярної роботи. Часто моделювання — це не штатна, основна зайнятість.

## Мода

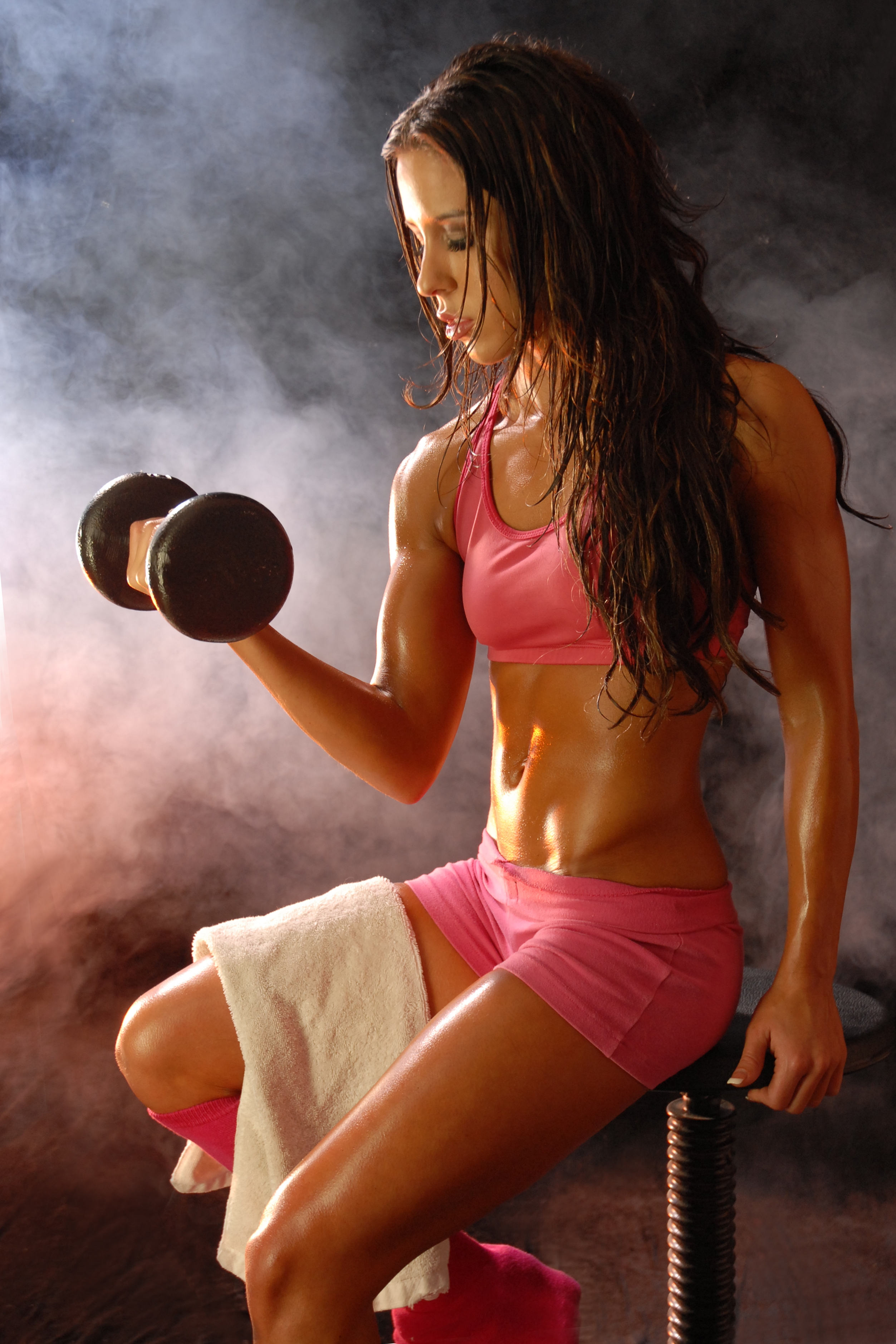
Фітнес-модель позує з гантелею

Моделі, які професійно працюють в індустрії моди, також називаються манекенницями (манекенниками).

## Реклама
До моделей, які позують для ілюстрованих журналів, інших видань, рекламних фільмів, відеокліпів, застосовується також термін «фотомодель».

## Мистецтво
Людей, що позують перед художником, називають також натурниками або «натурою».

## Особливості роботи

### Гламурні моделі
Гламурний моделінг зосереджується на сексуальності. Дослідження 2014 року, яке аналізувало профілі моделей гламуру, підрахувало, що середні показники жіночих моделей становили 1,68 м (зріст), 54 кг (вага) та 0,73 (співвідношення талії та стегон).

### Альтернативні моделі
Альтернативна модель — це будь-яка модель, що не вписується у звичні характеристики моделей. Категорія може включати панків, готів, фетиш-моделей, моделей з татуюваннями або моделей з характерними рисами. Цей тип моделінгу, як правило, є чимось середнім між гламурним та артмоделюванням.